# Amok (musikalbum)
Amok är den finska musikgruppen Sentenceds tredje studioalbum, som kom ut 1995. 

## Låtlista
1. The War Ain't Over!
2. Phenix
3. New Age Messiah
4. Forever Lost
5. Funeral Spring
6. Nepenthe
7. Dance on the Graves (Lil' Siztah)
8. Moon Magick
9. The Golden Stream of Lapland